# Edward Chaytor
Sir Edward Walter Clervaux Chaytor (Motueka, 21 giugno 1868 – Londra, 15 giugno 1939) è stato un generale neozelandese.

## Biografia
Era il figlio di John Clervaux Chaytor, e di sua moglie Emma, figlia di Edward Fearon. Il suo bisnonno paterno era l'industriale e politico Sir William Chaytor, I Baronetto. È stato istruito a Nelson College (1880-1884).

## Carriera militare
Durante la Seconda guerra boera, Chaytor era un capitano del Third New Zealand Contingent e un tenente colonnello nel Eighth New Zealand Contingent. Dopo la guerra Chaytor divenne un funzionario del ministero del New Zealand Army. Nella prima guerra mondiale si trovava nella New Zealand Expeditionary Force in Egitto e Gallipoli. Alla fine del 1915 gli fu dato il comando della New Zealand Mounted Rifles Brigade, che faceva parte della Campagna del Sinai e della Palestina e subito dopo è stato promosso a generale di brigata.
Nel 1917, assunse il comando di Australian and New Zealand Mounted Division.

## Morte
Chaytor è stato nominato comandante delle forze militari della Nuova Zelanda nel 1919 e in questo ruolo ha curato una profonda riorganizzazione della Forza territoriale. Lasciò l'esercito nel 1924 e visse a Londra fino alla sua morte, avvenuta il 15 giugno 1939.